# Летние Паралимпийские игры 2024
Летние Паралимпийские игры 2024 (фр. Jeux paralympiques d'été de 2024), официальное название XVII Паралимпийские летние игры — международное многопрофильное параспортивное мероприятие, организованное Международным паралимпийским комитетом, которое проходило в столице Франции городе Париж, с 28 августа по 8 сентября 2024 года.
Эти игры стали первыми для Парижа, когда он принял Паралимпийские игры, и второй раз, когда Франция приняла Паралимпийские игры (города Тинь и Альбервиль совместно принимали зимние Паралимпийские игры 1992 года).
Церемония открытия состоялась 28 августа 2024 года на площади Согласия, став первой церемонией открытия Паралимпийских игр, которая прошла за пределами стадиона.

## Место проведения
В рамках официального соглашения между Международным паралимпийским комитетом (МПК) и Международным олимпийским комитетом (МОК), впервые заключенного в 2001 году, победитель конкурса на проведение летних Олимпийских игр 2024 года должен также провести летние Паралимпийские игры 2024 года.
Из-за опасений по поводу того, что ряд городов откажутся от участия в заявочном процессе зимних Олимпийских игр 2022 года и летних Олимпийских игр 2024 года, на внеочередной сессии МОК 11 июля 2017 года в Лозанне был одобрен процесс присуждения права проведения Игр 2024 и 2028 годов одновременно двум последним городам, претендующим на проведение летних Олимпийских игр 2024 года, — Лос-Анджелесу и Парижу. Париж считался предпочтительным местом проведения Игр 2024 года.
31 июля 2017 года МОК объявил Лос-Анджелес единственным кандидатом на проведение Игр 2028 года, открыв Парижу возможность подтверждения в качестве места проведения Игр 2024 года. Оба решения были ратифицированы 13 сентября 2017 года на 131-й сессии МОК в Лиме (Перу).
В феврале 2018 года сообщалось, что МОК и оргкомитет обсудили перенос Олимпийских и Паралимпийских игр на одну неделю вперед от первоначального графика, чтобы Паралимпийские игры попали на период школьных каникул.
| Кандидаты | Страна  | 1-й раунд   |
| Париж     | Франция | Единогласно |

## Медали
Дизайн медалей для летних Олимпийских и Паралимпийских игр 2024 года был представлен 8 февраля 2024 года. Как и в случае с олимпийскими медалями, на лицевой стороне паралимпийских медалей изображен оригинальный кусок железа с Эйфелевой башни в форме шестиугольника, на котором выгравирована эмблема Парижа 2024 года. На аверсе изображен вид Эйфелевой башни снизу, надписи шрифтом Брайля (система письма, разработка которой приписывается французскому педагогу и изобретателю Луи Брайлю) и линейные узоры, которые можно использовать для идентификации медалей на ощупь.

## Участники
Ожидалось, что впервые в паралимпийских играх примут участие Американское Самоа, Белиз, Чад, Доминика, Экваториальная Гвинея, Эсватини, Гуам, Кирибати, Косово, Палау, Южный Судан и Тувалу.
В число стран, вернувшихся на Паралимпийские игры после отсутствия, вошли Боливия (последний раз участвовала в 1992 году), Лихтенштейн (2004 год), Бангладеш (2008 год), Албания (2012 год), Антигуа и Барбуда (2012 год), Сан-Марино (2012 год), а также Восточный Тимор, Суринам и Тонга (2016 год).

### Отстранение России и Белоруссии
6 марта 2024 года МПК опубликовал критерии, согласно которым российским паралимпийцам будет разрешено соревноваться только в нейтральном статусе, запрещено участвовать в церемониях открытия и закрытия Паралимпиады, а медали спортсменов не будут учитываться в общем зачете.
Директор по связям с общественностью МПК Крейг Спенс сообщил ТАСС, что «в сумме на Паралимпиаде в Париже выступят 98 нейтральных спортсменов: 90 из России (не считая ведущих) и 8 из Белоруссии. МПК принял заявки этих 90 спортсменов, за их аккредитацию отвечал оргкомитет Паралимпиады».
В итоге на Паралимпиаде-2024 выступили 88 российских спортсменов в в пяти видах спорта: легкая атлетика, плавание, триатлон, настольный теннис и тхэквондо. Они завоевали всего 64 медали: 20 золотых, 21 серебряную и 23 бронзовые. Если бы их медали учитывались в официальном зачете, то сборная России находилась бы в нем на 8 месте. Указом президента РФ Владимира Путина, девять чемпионов Паралимпиады 2024  были награждены орденом Почета, восемь — орденом Дружбы, 22 — медалями ордена «За заслуги перед Отечеством». Позже было заявлено, что все призеры получат по три миллиона рублей.

## Олимпийские объекты
Все паралимпийские мероприятия прошли в Париже и его окрестностях, включая пригороды Сен-Дени и Версаль, а также Вэр-сюр-Марн, который находится за пределами городских окрестностей.